# يوري شافرانيك
يوري كونستانتينوفيتش شافرانيك (بالروسية: Юрий Шафраник)، من مواليد 27 فبراير 1952، هو رجل أعمال روسي وخبير في مجال الطاقة، سبق وقد تولى رئيس إدارة منطقة تيومين من تاريخ 27 سبتمبر 1991 وأعفي من منصبه بتاريخ 12 يناير 1993.